# Les Complices (film)
Pour les articles homonymes, voir Les Complices et I Love Trouble.
Ne doit pas être confondu avec Complices.
Pour plus de détails, voir Fiche technique et Distribution.
Les Complices, ou Bagarre à la une au Québec (I Love Trouble) est un film américain réalisé par Charles Shyer, sorti en 1994.

## Synopsis
Peter Brackett, le journaliste vedette du Chicago Chronicle, use de son prestige pour séduire les jeunes femmes et vendre son premier roman, Légers Mensonges. Le déraillement d'un train, d'apparence banal, lui donne l'occasion de mener une petite enquête comme il les aime. À un premier imprévu — l'irruption d'une belle concurrente longiligne, Sabrina Peterson, du Globe — s'en ajoute bientôt un autre, beaucoup plus inquiétant. La catastrophe ferroviaire cache une sombre affaire, fertile en meurtres et en tentatives de corruption, qu'un sigle mystérieux, « L.D.F. », ne permet guère d'expliquer. Tout en se querellant, Sabrina et Brackett remontent la filière jusqu'à une grande entreprise chimique, connue pour sa fabrication de napalm pendant la guerre du Viêt Nam…

## Fiche technique
- Titres français : Les Complices
- Titre original : I Love Trouble
- Titre québécois : Bagarre à la une
- Réalisation : Charles Shyer
- Scénario : Nancy Meyers & Charles Shyer
- Musique : David Newman
- Photographie : John Lindley
- Montage : Adam Bernardi, Paul Hirsch & Walter Murch
- Production : Nancy Meyers
- Sociétés de production : Caravan Pictures & Touchstone Pictures
- Société de production : Buena Vista Pictures
- Pays :  États-Unis
- Langue : Anglais
- Genre : Comédie romantique et policier
- Durée : 123 minutes
- Lieux de tournage : États-Unis : Baraboo et Madison (Wisconsin), Chicago (Illinois), Las Vegas (Nevada)
- Format : Couleur - Dolby Digital - 35 mm - 1.85:1
- Budget : 30 000 000 USD
- Box-office : États-Unis : 30 806 194 USD
- Dates de sortie : 
  - États-Unis : 29 juin 1994
  - France : 23 novembre 1994

## Distribution
Légende : VF = Version Française[réf. nécessaire] et VQ = Version Québécoise
- Nick Nolte (VF : Michel Vigné ; VQ : Hubert Gagnon) : Peter Brackett
- Julia Roberts (VF : Micky Sébastian ; VQ : Claudie Verdant) : Sabrina Peterson
- Saul Rubinek (VF : Vincent Grass ; VQ : Jean-Marie Moncelet) : Sam Smotherman
- Dan Butler (VF : Jacques Brunet ; VQ : Jacques Lavallée) : Wilson Chess
- Charles Martin Smith (VF : Georges Berthomieu ; VQ : Marc Bellier) : Rick Medwick
- Kelly Rutherford (VF : Rafaèle Moutier ; VQ : Viviane Pacal) : Kim
- James Rebhorn : Mando
- Marsha Mason (VQ : Madeleine Arsenault) : Sénateur Gayle Robbins
- Robert Loggia (VF : Christian Pelissier) : Matt
- Jane Adams (VF : Claire Guyot) : Evans
- Olympia Dukakis (VF : Jacqueline Porel) : Jeannie
- Clark Gregg : Darryl Beekman, Jr.
- Paul Gleason (VF : Jean-Claude Balard) : Kenny Bacon
- Eugene Levy (VF : Roger Lumont) : Ray
- Lisa Lu (VF : Juliette Degenne) : Mme Virgina Hervey
- Nora Dunn : Lindy
- Megan Cavanagh : Mme Delores Beekman
- Frankie Faison (VF : Georges Berthomieu) : Le chef de la police
- Stuart Pankin (VF : Georges Berthomieu) : Le photographe

## Anecdotes
- Ce film fut la dernière collaboration entre Nancy Meyers et Charles Shyer. Le couple divorça 5 ans plus tard, en 1999, après 19 ans de mariage.
- Mis à part le titre français, ce film n'a aucun lien avec le roman de Georges Simenon paru en 1956.
- Elmer Bernstein avait initialement composé la musique du film, mais les producteurs l'ont rejetée deux semaines avant la sortie du film. David Newman fut donc appelé pour écrire et enregistrer une nouvelle partition en seulement sept jours.